# Alicia Blanco Montesinos
Alicia Leontina Felipa Blanco Montesinos (1919 - 1990), fue una educadora y política peruana.

## Biografía
Fue hija de Emilio Blanco y Margarita Montesinos. Estudió en el Colegio del Corazón de Jesús y los Sagrados Corazones y luego ingresó a la Universidad de San Marcos, donde se recibió de pedagoga. Obtuvo el título de abogada en la Universidad Católica y fue directora de colegios nacionales en Huancayo y Ayacucho.
Fue elegida diputada por Junín en las Elecciones de 1956 en las que salió elegido Manuel Prado Ugarteche. Su mandato se vio interrumpido días antes de que terminara por el golpe de Estado realizado por los generales Ricardo Pérez Godoy y Nicolás Lindley.